# Potter-Bucky
Le Potter-Bucky est le tiroir dans lequel le manipulateur en électroradiologie médicale introduit le détecteur qui recueille l'image formée par les photons X qui ont traversé l'objet à radiographier.
Le détecteur pouvant être, à l'heure actuelle:
- une cassette contenant un film photosensible de type argentique: Analogic Radiography. (AR)
- une cassette contenant film ERLM: Cmputed Radiography (CR)
- bien un détecteur dit à capteur plan. Digital Radiography (DR)

Ce tiroir a la particularité de pouvoir comporter une grille anti-diffusante, amovible ou non, qui permet d'éliminer le rayonnement diffusé par le corps du patient et obtenir ainsi une image de meilleure qualité.